# نفروکائیت
| nfr | Z1 · Z2 | kA · Z1 | i | i | t · B1 |

| nfr | Z1 · Z2 | kA · Z1 | i | i | t · B1 |

نفروکائیت (انگلیسی: Neferukayet) شاهدخت و ملکه‌ای از مصر باستان در دودمان یازدهم مصر بود. نام او تنها از روی سنگ یادبود مباشرش رِدیوخنوم، شناخته شده که در دندره پیدا شده و اکنون در موزه مصر در قاهره (شماره سی‌جی ۲۰۵۴۳) نگهداری می‌شود.
او احتمالاً همان مادر اینتف سوم است که نامش نفرُو بوده. نفروکائیت همچنین دارای القاب «دختر پادشاه»، «همسر محبوب پادشاه»، و «زینت سلطنتی» بوده است. بر اساس این عناوین، به‌احتمال زیاد دختر اینتف یکم و همسر اینتف دوم بوده است.
افزون بر این، در آرامگاه اینتف سوم قطعه‌ای از نقش‌برجسته‌ای یافت شده که در آن زنی به نام نفرُوکاو معرفی شده است. زیلکه روت استدلال کرده که نفرُوکاو صرفاً نوشتاری متفاوت از نام نفرُوکایت است و نفرُو شکل کوتاه‌شده‌ای از نام نفرُوکاو/نفرُوکایت به‌شمار می‌رود.